# Digitalización semiautomática
La digitalización semiautomática es un método de captación de la información geográfica que se realiza manualmente, normalmente mediante tableta digitalizadora, y que permite su almacenamiento posterior en formato vectorial. El procedimiento es sumamente adecuado cuando la información procede de cartografía de base analógica, ya que transforma la realidad de un mapa de esta naturaleza a formato digital.